# Placa paleolítica de Villalba

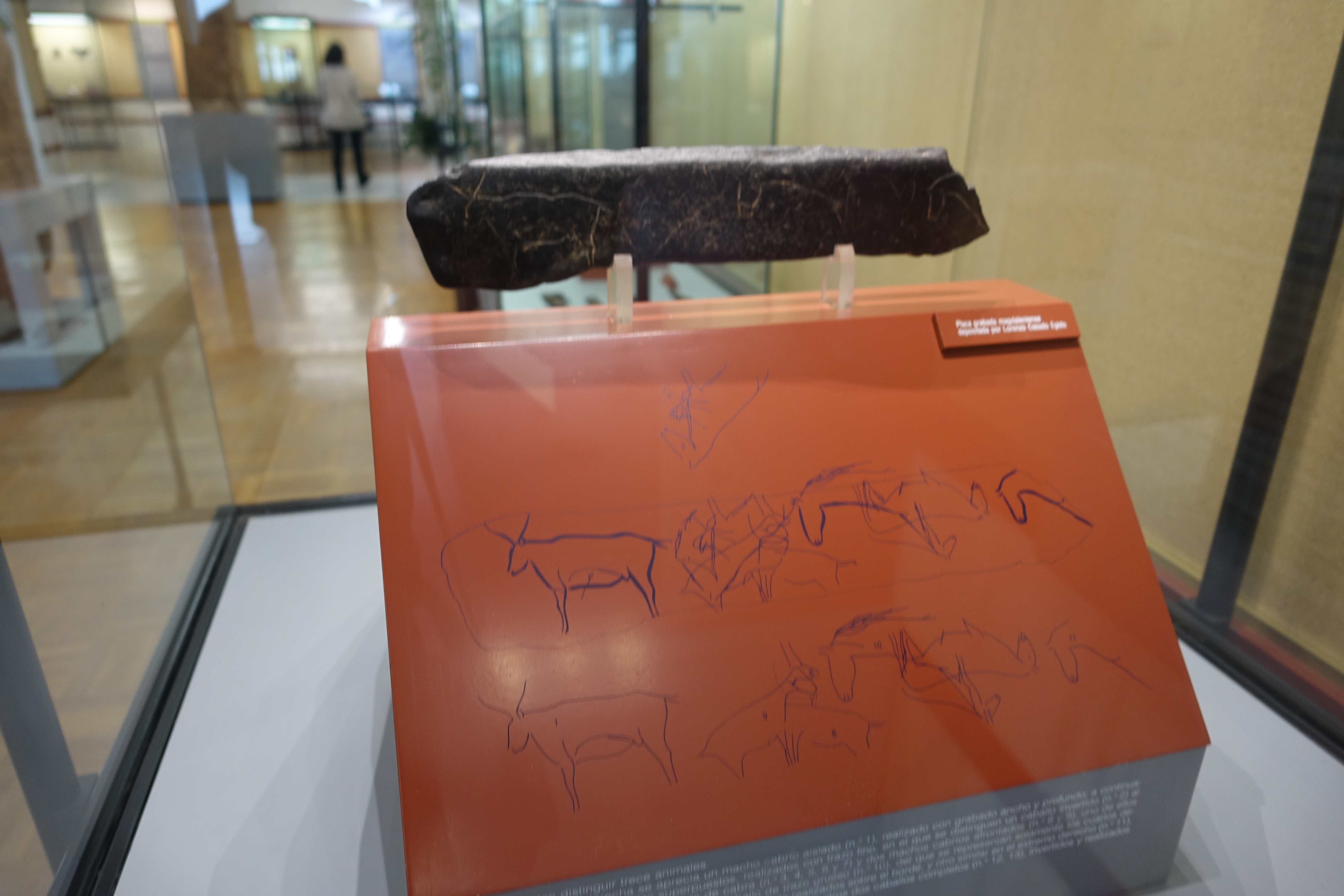
Placa paleolítica de Villalba

La placa paleolítica de Villalba es una pieza de arte mueble realizada en pizarra que, por su singularidad y complejidad, es considerada una obra única dentro del arte paleolítico de la península ibérica. Descubierta en Villalba (Soria) en 1986 por Lorenzo Casado Egido y entregada en calidad de depósito al Museo Numantino de Soria, fue declarada Bien de Interés Cultural en 2014, con categoría de bien mueble, por parte de la Junta de Castilla y León.

## Hallazgo
El descubrimiento de la pieza se debe a un hallazgo casual en una zona conocida como Barranco Hondo, en las cercanías de la localidad de Villalba (Soria). Fue descubierta en 1986 por Lorenzo Casado Egido, quien la entregó el 28 de enero de 1988, en calidad de depósito, al Museo Numantino de Soria, donde se expone en la actualidad.

### Zona del hallazgo

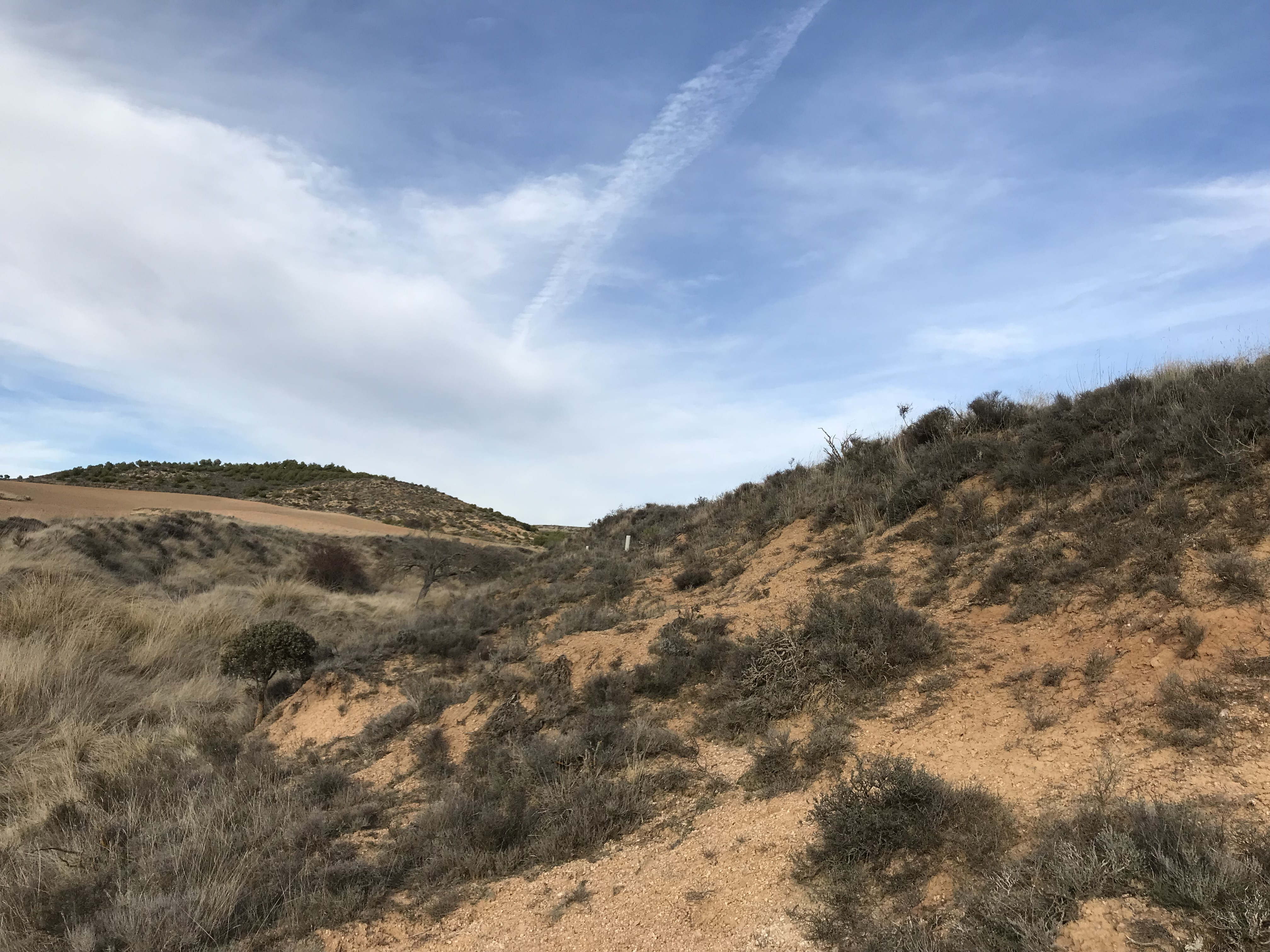
Zona denominada Barranco Hondo, en Villalba (Soria), donde se encontró la placa paleolítica de Villalba en 1986

El paraje de Barranco Hondo, representado en el sector noroeste de la Hoja 407 del MTN25 del Instituto Geográfico Nacional, pertenece al término municipal de Coscurita. Se encuentra en la ladera meridional de la sierra de las Perdices, alineación de relieve de dirección NO-SE con una altitud en torno a los 1150 metros, a poco más de un kilómetro al norte de la localidad de Villalba.
En esta zona se diferencian dos unidades geológicas, ambas de origen fluvial procedentes de la erosión y desmantelamiento de los materiales mesozoicos y paleógenos que constituyen los márgenes NE y E de la cuenca terciaria de Almazán, y cuya antigüedad es atribuida al Mioceno. La unidad inferior está formada por arcillas, arcillas arenosas y arenas, mientras que la superior está formada por conglomerados de cuarcita y caliza y areniscas.

El contraste entre estas dos unidades se refleja en la morfología y pendiente de la ladera; así, a partir de su contacto a una altitud de 1000 metros, los niveles de conglomerados dan lugar a una morfología aterrazada mientras que por debajo de esa cota las areniscas y arcillas, más blandas y homogéneas, son modeladas como un glacis o rampa de suave pendiente, sobre los que se instalan campos de labor.             

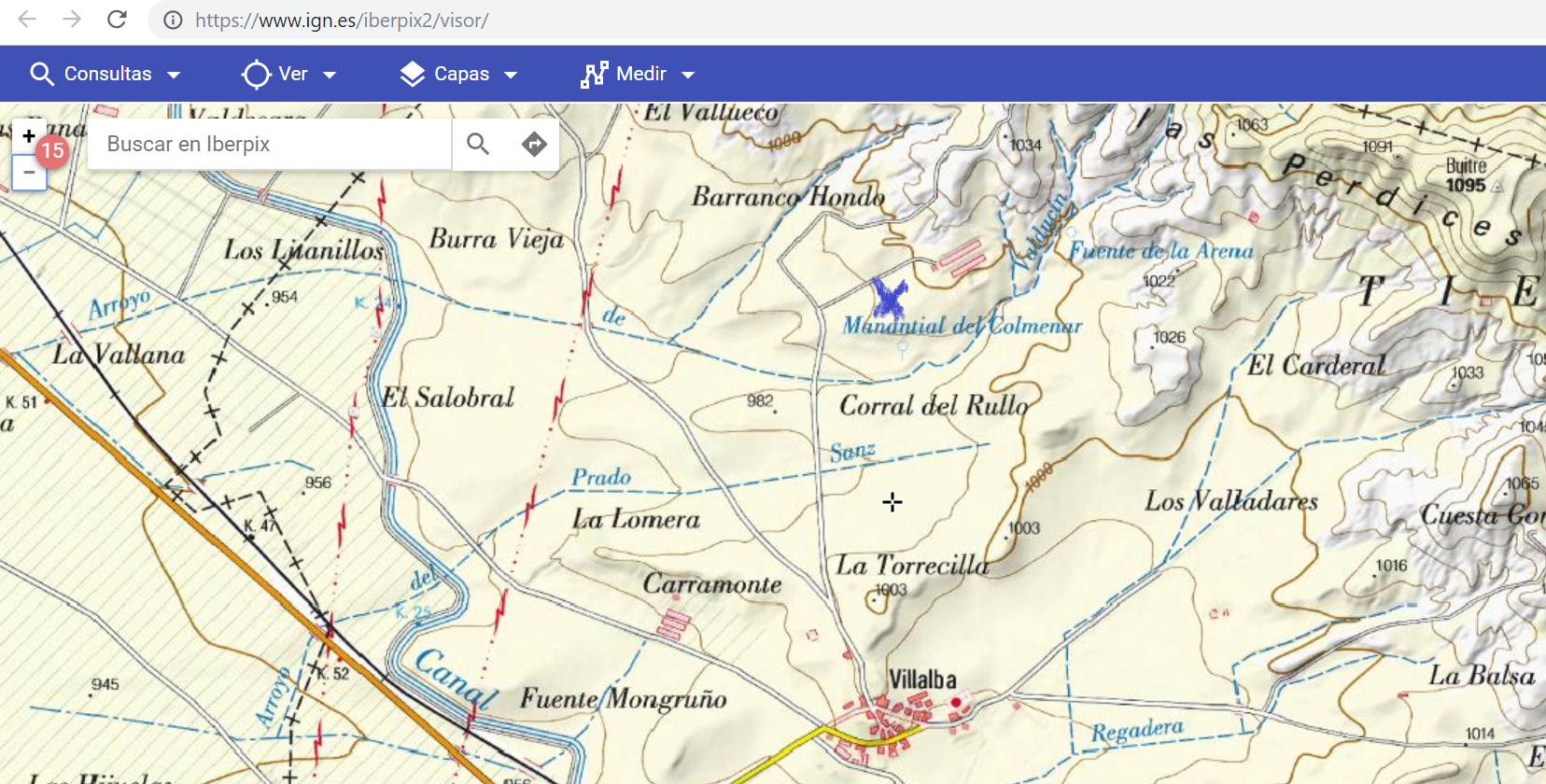
Zona Barranco Hondo en Villalba (Soria) en la que se encontró la placa. Imagen capturada de IGM 18/06/2019

Esta morfología se originó cuando la red fluvial del río Duero comenzó a erosionar e incidir los sedimentos de la cuenca terciaria generando el relieve actual. Tras una fase de modelado más o menos regular de la parte inferior de las laderas, en la actualidad la erosión está provocando un fuerte abarrancamiento que corta dichas laderas, formando cárcavas de paredes con fuerte inclinación y fondos recubiertos por aluviones, como es el caso de Barranco Hondo.
La placa fue hallada a una cota aproximada de 980 metros, en la ladera de la cárcava que forma el Barranco Hondo y que incide un campo de labor. Debido a su forma rectangular, su tamaño y su color negro, constituye un elemento exótico entre los materiales líticos de la zona, arenas y arcillas de tonos muy claros, con niveles intercalados de cantos, los cuales son siempre redondeados y menores de 10 cm. Por ello, no es extraño que llamara la atención de su descubridor incluso antes de observar los grabados.

### Lorenzo Casado Egido
La placa de Villalba fue hallada por Lorenzo Casado Egido (3 de febrero de 1921-10 de marzo de 1998), natural de la localidad de Villalba. Según la familia Ortega-Casado, «era un hombre culto que se dedicaba a la agricultura, con grandes inquietudes, muy meticuloso, amante de la lectura y de su tierra soriana. Paseaba mucho, cada día, por la zona, y leía el periódico, diariamente, en el campo. La placa la encontró antes de realizarse la concentración parcelaria. Era muy aficionado a la fotografía y se compraba cualquier tecnología que supusiera alguna innovación. Por eso tuvo uno de los primeros teléfonos móviles de grandes dimensiones. También era un gran aficionado a la arqueología.  A los 54 años se fue a vivir a Almazán (Soria)».
Se desconoce la fecha exacta en la que encontró la placa, pero no debió de ser mucho antes del 6 de octubre de 1986, fecha en la que la fotografió en un estudio soriano (Foto Rosel), por lo que la familia opina que tuvo que ser ese mismo verano de 1986. Alfredo Jimeno Martínez, director de las excavaciones de Numancia, indica que él siempre fue consciente de la importancia de su hallazgo y temía que la llevaran a otro lugar:

Me pidió que le indicara si era antigua, quedamos en el Museo para verla e indicarle de que época era y si era relevante poderla depositar en el Museo. La placa tenía grabados por las dos caras. En la cara A ocho cabras y cinco caballos y en la cara B diez cabras y 3 caballos. Las figuras animales son de clima templado: se puede situar su cronología entre el Solutrense y el Magdaleniense (unos 16.000 años). En todo momento exigió que la placa no saliera de Soria, ni siquiera para su estudio.
Alfredo Jimeno Martínez

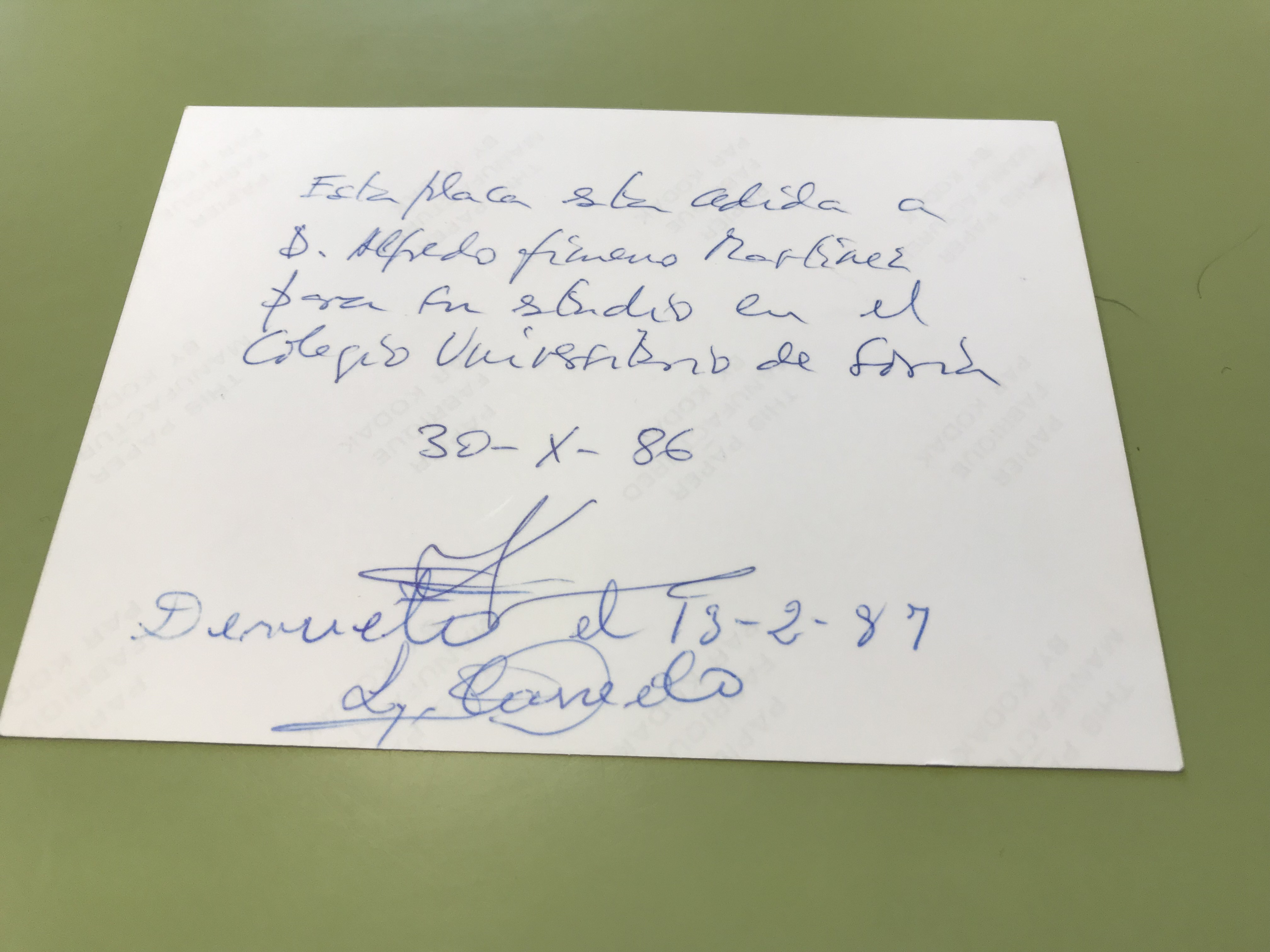

En un escrito firmado el 30 de octubre de 1986 entre Alfredo Jimeno y Lorenzo Casado, cuando se entregó la placa para su estudio y análisis científico, se indica que este se debería realizar en el Colegio Universitario de Soria, y que una vez realizado fue devuelta el 13 de febrero de 1987. La familia conserva un recorte de prensa, publicada en la sección de arqueología del periódico Ya, con fecha de 8 de noviembre de 1986 anotada a mano, sobre un bastón magdaleniense encontrado en Cantabria, lo que lleva a pensar que desde el primer momento tuvo conciencia de la importancia del hallazgo.

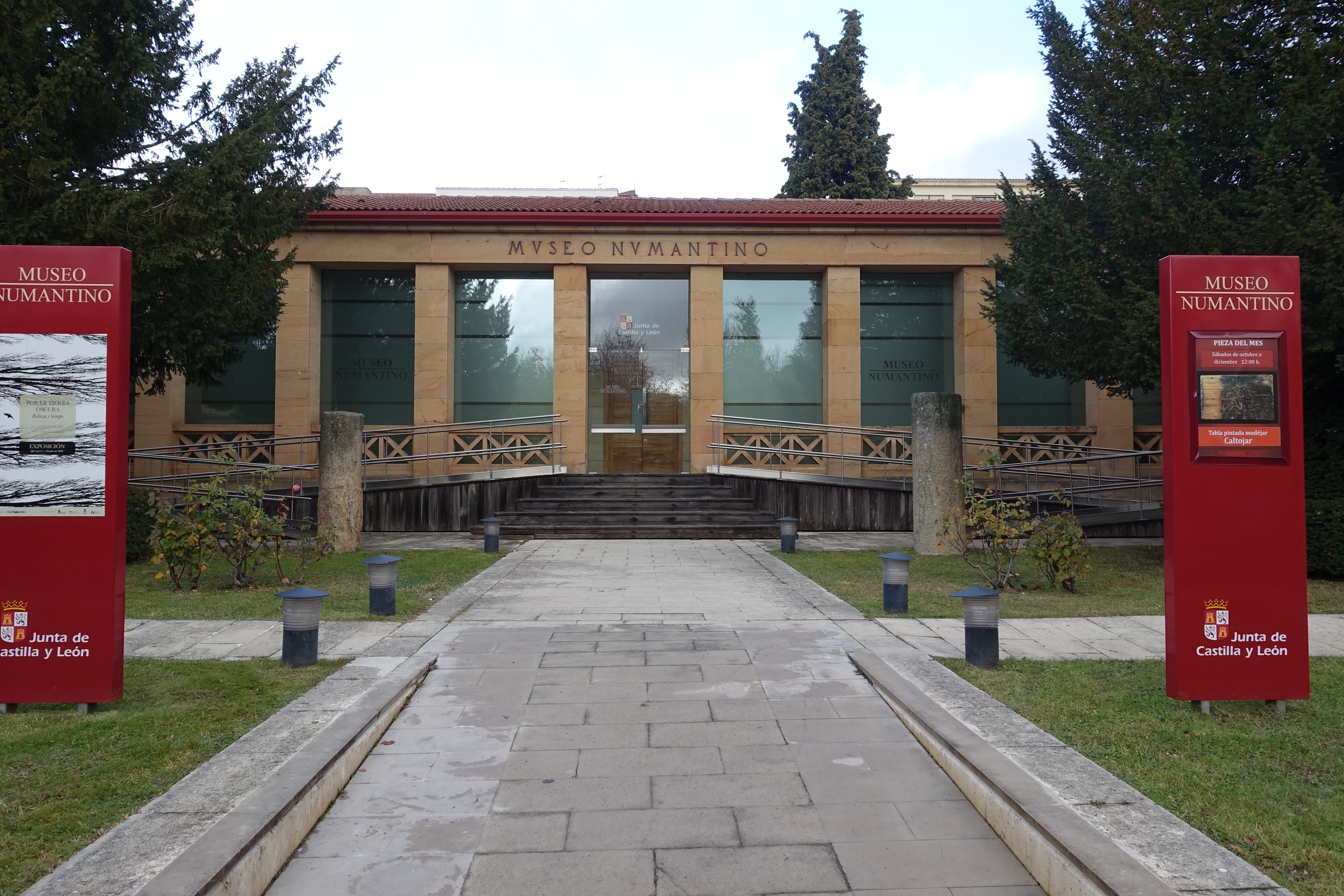
Entrada al Museo Numantino de Soria, en el que se encuentra depositada la placa de Villalba

## Descripción

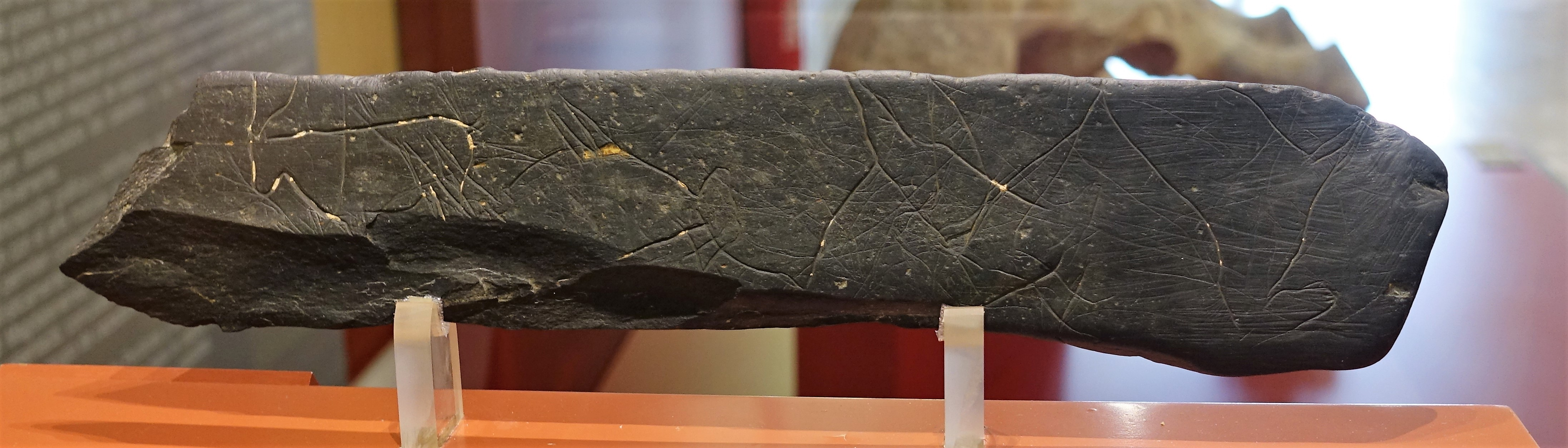
Placa de Villalba en el Museo Numantino de Soria

Se trata de una pizarra paleozoica negra, de forma rectangular, de 36,5 cm de largo, 7,6 cm de ancho y un grosor de 1,2 cm que en origen debió ser más larga, puesto que se puede apreciar su fractura en uno de los extremos. 
Presenta un borde superior enrasado y con tratamiento uniforme, y un borde inferior con extremos diferenciados por una mayor anchura y convexidad, que coincide con  rehundidos en las caras, lo que hace suponer restos de posibles huellas para su suspensión. Está grabada sobre un soporte aplanado, con grabados dispuestos en hilera por las dos caras y en algunos de sus bordes. Se han podido distinguir un total de veintiséis animales, trece en cada cara, todos équidos y cápridos, con un claro predominio de estos últimos, dispuestos con orden y aparente simetría. 
Se trata de imágenes figurativas y naturalistas, simplemente perfiladas e incompletas. No se reproducen las terminaciones de las extremidades  –únicamente siete de los veintiséis animales representados,se presentan completos–, mientras que aparecen detalles muy simples como orejas, boca y orificio nasal, ojos, cola o rabo, cuernos, crin y penachos de la testuz y en los machos cabrios también el sexo. El análisis estilístico de los grabados, permite situar la pieza en un único momento, entre en Solutrense Final y el Magdaleniense III-IV, en torno a 14 000 años a. C., enmarcándose en un momento avanzado del estilo III de Leroi Gourhan. 
En cuanto a su organización y composición espacial, la placa presenta una ordenación y disposición pensada; los motivos no se presentan de forma casual, de forma que determinados animales –caballos y machos cabríos– aparecen resaltados mediante la utilización de un trazo más ancho y profundo, un mayor tamaño o por su propia posición en el espacio. 
Además, la completa representación de la fauna en los grabados permite realizar una reconstrucción medioambiental del ecosistema que conocieron estas gentes entre  el 15 000 y 12 000 a. C. 
Por lo que respecta a la naturaleza del soporte, se trata de la pizarra proveniente del Sistema Central, lo que atestigua el intercambio de materia prima entre diferentes poblaciones durante el Paleolítico superior. Es además un material que ha permitido conocer el estudio del proceso y ejecución de las figuras, a partir de los esbozos y trazos de encuadre previos al grabado definitivo, y los ductus, es decir los surcos y dirección de las incisiones, que han quedado reflejados en la superficie de la pizarra, y que han permitido determinar que estos grabados debieron ser trazados en un lapso de tiempo muy amplio. En general, los más anchos y profundos habrían sido ejecutados en primer lugar, seguidos de grabados más finos. Finalmente, las diferentes técnicas en la ejecución que se aprecian en los grabados han hecho pensar en el trabajo de varios artistas, si bien se ha mantenido un mismo sentido en la representación y estructura compositiva. 
La importancia de la placa de Villalba viene determinada por su singularidad y complejidad, que la convierten en un ejemplar de arte mueble excepcional y en una pieza capital y única, dentro del arte mueble paleolítico de la Península. En este sentido, la placa de Villalba es el único elemento de arte mueble existente en Castilla y León con representación de fauna paleolítica. 
Por su importancia, ha sido incluida como hito dentro del Itinerario Cultural «Caminos de Arte Rupestre Prehistórico», declarado por el Consejo de Europa en 2010. Los hallazgos de los últimos años vienen a confirmar su interés e importancia para el conocimiento y comprensión del primitivo arte rupestre prehistórico, en cuanto permite establecer una conexión con otras manifestaciones de arte rupestre al aire libre como las de Domingo García (Segovia) o Siega Verde (Salamanca), estación incluida en la Lista del Patrimonio Mundial en 2010, y en consecuencia atestiguar el movimiento de poblaciones a lo largo del Valle del Duero durante el Paleolítico.